# Anite de Tégea
Anite de Tégea foi uma poetisa da Grécia Antiga, admirada por seus contemporâneos e subsequentes gerações por seus encantadores epigramas e epitáfios. Antípatro de Salonica a listou como uma das nove musas terrestres.

## Links
- Perseus Digital Library, Perseus Project a maior base de textos grego e latim
- Lista de Autores e Obras del Diccionario Grego-Espanhol
- L´Année Philologique, enciclopédia do mundo clássico da literatura, que reflete tudo publicados em cada ano (disponível em vermelho e impressa
- Suidas, Enciclopédia bizantino do século XI online